# Eleutherodactylus inguinalis
Eleutherodactylus inguinalis (tên tiếng Anh: Eleutherodactyle Inguinal) là một loài ếch trong họ Leptodactylidae.
Loài này có ở Guyane thuộc Pháp, Guyana, Suriname, và có thể cả Brasil.
Môi trường sống tự nhiên của nó là các khu rừng đất thấp ẩm nhiệt đới và cận nhiệt đới.